# Konstantinos Argyros
Konstantinos Argyros (Grieks: Κωνσταντίνος Αργυρός) (Athene, 21 mei 1986) is een Griekse zanger en muzikant.

## Biografie
Reeds op jeugdige leeftijd is Argyros begonnen met musiceren. Na zijn middelbareschoolopleiding heeft hij toelatingsexamen gedaan voor de opleiding verpleegkundige. Hij heeft deelgenomen  aan Fame Story 3, een populair Grieks programma waarin een jury jong zangtalent beoordeelt. Argyros heeft samengewerkt met grote namen zoals Anna Vissi en bespeelt meerdere instrumenten. In 2013 won hij de Mad Video Music Award. 

## Discografie
- 2008 Όλα θα αλλάξουν (single) - Alles zal veranderen.
- 2011 Αντίο λέμε (single) - Ze zeggen.
- 2012 Ποτέ ξανά - Nooit meer.
- 2012 Παιδί γενναίο - Braaf kind.
- 2014 Δεύτερη φορά - De tweede keer.
- 2014 Εσένα θέλω -  Ik wil jouw.
- 2014 Πάρε με αγκαλιά - Omhels mij.